# Prisca Bakare
Prisca Bakare ist eine britische Schauspielerin.

## Leben
Prisca Bakare wurde ausgebildet an der Oxford School of Drama. Sie war die Hermia in Ein Sommernachtstraum. In der britisch-französischen Fernsehserie Death in Paradise spielte sie in zwei Folgen in Staffel 10 die Ehefrau Rosey von Sergeant Hooper. Fola Evans-Akingbola, die ursprünglich in dieser Rolle zu sehen war, stand aufgrund verschobener Dreharbeiten wegen der Corona-Pandemie nicht mehr zur Verfügung. Mit Tobi Bakare, der die Rolle von J.P. Hooper verkörperte, ist Prisca auch im wirklichen Leben verheiratet. Während die beiden in der Serie Eltern von Zwillingen sind, haben sie in der Realität drei Kinder.

## Filmografie (Auswahl)
- 2016: Ein Sommernachtstraum (2016) (Fernsehfilm)
- 2021: Death in Paradise (Fernsehserie, Staffel 10, 2 Folgen)